# Basilica of St. John the Apostle
La Basilica of St. John the Apostle es una pequeña basílica de la iglesia católica en el barrio de Drake de Des Moines, Iowa, Estados Unidos. Es también una iglesia parroquial en la Diócesis de Des Moines. El edificio de la iglesia se encuentra incluido en el Registro Nacional de Lugares Históricos.
El 7 de junio de 1905 se compraron catorce lotes en la avenida University por aproximadamente $ 8,000 con las gestiones del Rev. Daniel F. Mulvihil, el primer pastor de la parroquia. El 20 de julio del mismo año se compraron otros dos lotes por $ 1,375. Estas compras marcaron el comienzo de la parroquia de San Juan. La escuela fue el primer edificio construido por la parroquia. Una capilla en el segundo piso sirvió a la parroquia como su iglesia. La primera misa se celebró el día de Navidad de 1905.
La piedra angular para la iglesia actual fue puesta el 19 de septiembre de 1926. La huella de la iglesia actual se extiende varios pies más allá de la del sótano de 1913. La iglesia fue acabada y dedicada por el Obispo Thomas W. Drumm el 4 de diciembre de 1927.